# Kaiya
Kaiya – rodzaj pająków z infrarzędu Araneomorphae i rodziny Gradungulidae. Zalicza się do niego 4 opisane gatunki. Wszystkie są endemitami wschodniej części kontynentalnej Australii.

## Morfologia
Pająki o ciele długości od 9,6 do 16 mm. Kształt karapaksu jest dłuższy niż szeroki, w części głowowej węższy i o bokach niemal równoległych, zaś w części tułowiowej rozszerzony i o bokach równomiernie zaokrąglonych. Ubarwienie karapaksu jest szarobrązowe z ciemnoszarym nakrapianiem po bokach. Ośmioro okrągłych oczu rozmieszczonych jest w dwóch rzędach zajmujących mniej niż ⅔ szerokości głowowej części karapaksu. Oczy par bocznych stykają się ze sobą i są znacznie oddalone od oczu par środkowych, które to z kolei rozmieszczone są na planie trapezu o dłuższej podstawie z tyłu. Nadustek ma środkową część wyciągniętą ku przodowi w występ ponad szczękoczułkami. Przednia krawędź szczękoczułków ma pięć lub sześć zębów, zaś tylna tylko grupę drobnych ząbków u nasady. Obie płcie mają na tylno-bocznych powierzchniach szczękoczułków serie listewek, które do pary ze szczecinami na wewnętrznych powierzchniach ud nogogłaszczków tworzą aparat strydulacyjny, jednak u samic są one słabiej wykształcone. Przód wargi dolnej jest silnie ząbkowany. Dłuższe niż szerokie, sięgające poza ostatnie biodra sternum ma wąsko zaokrąglony lub wąsko ścięty wierzchołek. Odnóża są mocno kolczaste. Organ tarsalny jest odsłonięty i różnie ukształtowany. Opistosoma (odwłok) jest szarobrązowo nakrapiana, a na grzbiecie ma także ciemnoszary wzór we formie przerywanego szewronu. Ponadto porastają ją nieliczne, rozproszone, białe włoski.
Nogogłaszczki samca cechują się wydłużonym cymbium, osadzonym na nim przednasadowo i zaokrąglonym tegulum, haczykowatą apofizą medialną o szczycie niezmodyfikowanym lub rozdwojonym oraz prętowatym wyrostkiem embolicznym. Zakrzywiony dogrzbietowo wyrostek paremboliczny ma spiczasty wierzchołek z klapkowatym ząbkiem na przedniej powierzchni. Ujście kanalika nasiennego otaczają cienkie i zakrzywione wyrostki końcowe. Embolus lub wyrostek paremboliczny mogą mieć kilka małych ząbków. Wewnętrzne genitalia samicy tworzą u K. parnabyi dwa, a u pozostałych gatunków cztery płaty, z których każdy zawiera liczne zbiorniczki nasienne.

## Ekologia i występowanie
Pająki te nie budują sieci łownych, lecz aktywnie wędrują w poszukiwaniu ofiar.
Rodzaj jest endemiczny dla wschodniej części kontynentalnej Australii. Dwa gatunki znane są tylko z Nowej Południowej Walii, jeden tylko z Wiktorii, a jeden tylko z Australijskiego Terytorium Stołecznego.

## Taksonomia
Rodzaj ten wprowadzony został w 1987 roku Michaela Graya w publikacji współautorstwa Raymonda R. Forstera i Normana I. Platnicka, której zadaniem była rewizja całych nadrodzin Hypochiloidea i Austrochiloidea. Nazwa Kaiya oznacza w języku Aborygenów „włócznię z kilkoma zadziorami” i odnosi się do kształtu embolusa. Zajmuje on pozycję siostrzaną dla rodzaju Tarlina.
Do rodzaju tego zalicza się cztery opisane gatunki:
- Kaiya bemboka Gray, 1987
- Kaiya brindabella (Moran, 1985)
- Kaiya parnabyi Gray, 1987
- Kaiya terama Gray, 1987